# Stephen Malkmus

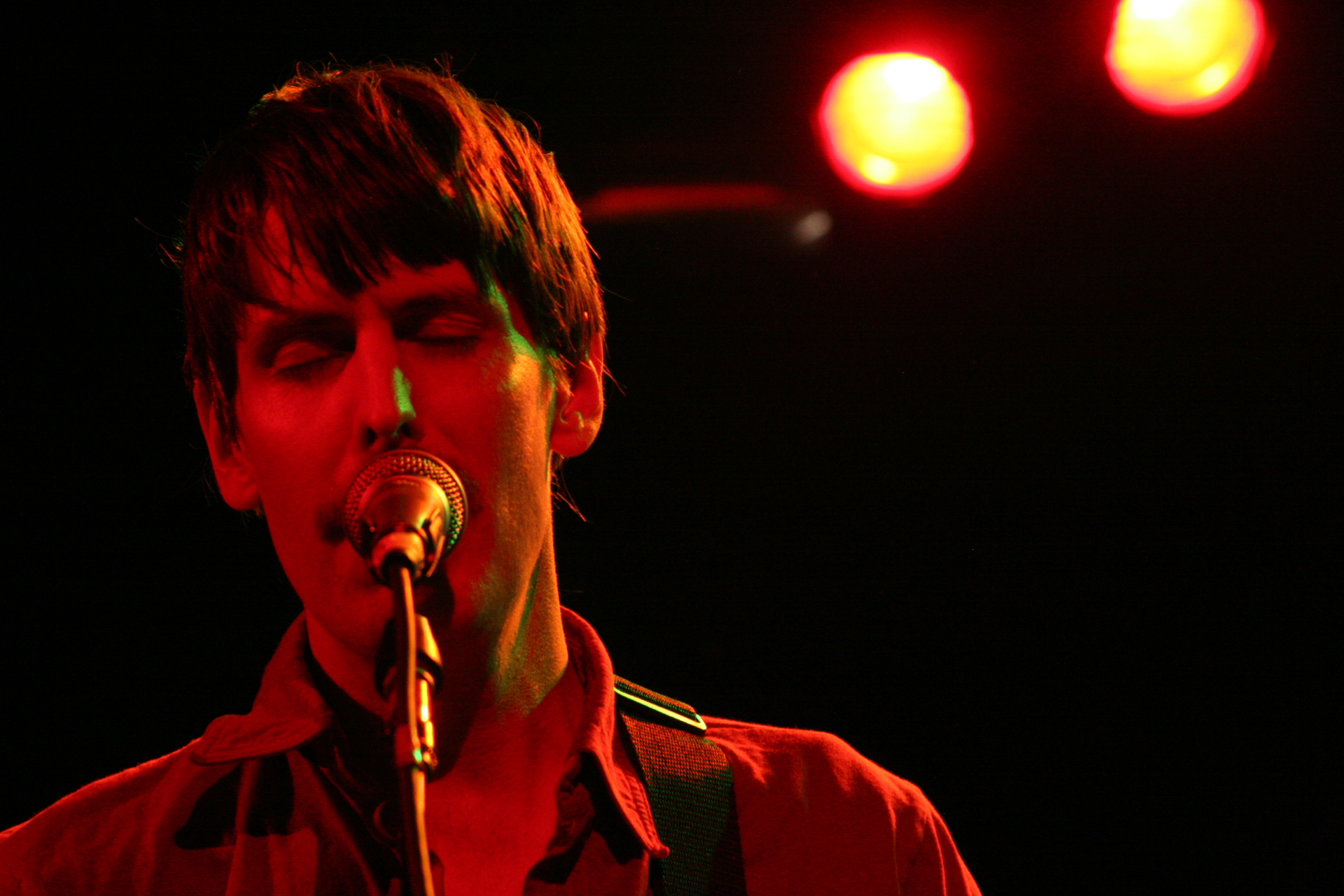
Stephen Malkmus 2007

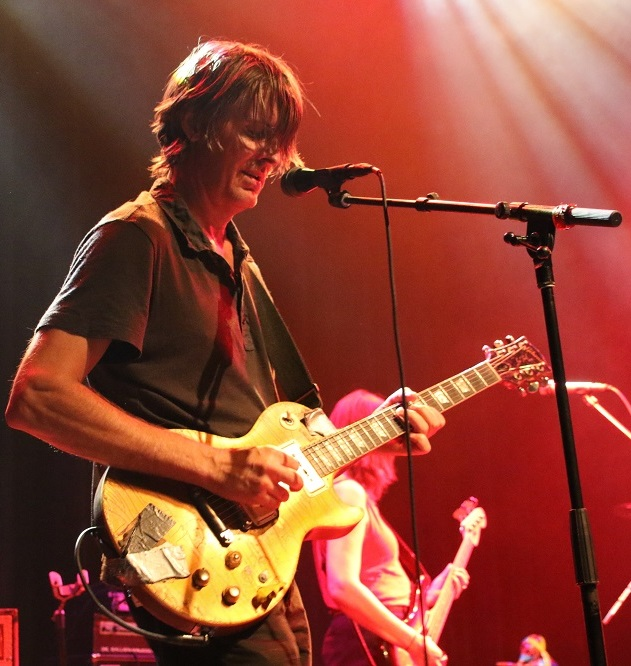
Stephen Malkmus in Englewood (Colorado), 2018

Stephen Joseph Malkmus (* 30. Mai 1966 in Santa Monica, Kalifornien) ist ein US-amerikanischer Musiker, Gitarrist und Songwriter, der als Frontmann der Indie-Rock-Band Pavement bekannt wurde und gegenwärtig Stephen Malkmus and the Jicks anführt sowie Mitglied der Supergroup The Hard Quartet ist.

## Biografie
Stephen Malkmus wurde in Santa Monica als Sohn eines Versicherungsmaklers geboren und wuchs ab seinem 8. Lebensjahr im nordkalifornischen Stockton auf. Er besuchte die Tokay High School im nahegelegenen Lodi. Als Jugendlicher brachte er sich anhand von Musikaufnahmen von Jimi Hendrix selbst das Gitarrespielen bei und spielte in mehreren lokalen Punkbands; zu seinen Jugendfreunden gehörte der spätere Pavement-Gitarrist Scott Kannberg.
Malkmus studierte an der University of Virginia Geschichte. Während des Studiums war er als DJ bei der Collegeradiostation WTJU tätig und lernte u. a. seinen späteren Mitmusiker David Berman und den späteren Yo-La-Tengo-Bassisten James McNew kennen. Durch eine Beschäftigung als Wachmann im Whitney Museum of American Art lernte er den späteren Pavement-Schlagzeuger Bob Nastanovich kennen. Nach seinem Abschluss gründete er mit Scott Kannberg 1989 Pavement sowie mit David Berman die Gruppe The Silver Jews. 1996 war er an der Seite von Janeane Garofalo in dem Film Sweethearts zu sehen. 1997 veröffentlichte Malkmus mit Mitgliedern der Band Silkworm unter dem Namen The Crust Brothers das Live-Coveralbum Marquee Mark, auf dem unter anderem fünf Bob-Dylan-Songs zu hören sind.
Nach der Trennung von Pavement spielte Malkmus ab 1999 mit Kim Gordon, Ikue Mori, Thurston Moore und Jim O’Rourke kurze Zeit unter dem Namen Kim’s Bedroom zusammen, allerdings veröffentlichte die Gruppe keine Tonträger.
Im Jahr 2000 nahm Malkmus sein erstes Soloalbum auf. Er wurde dabei vom Decemberists-Schlagzeuger John Moen und der Bassistin Joanna Bolme unterstützt, die anschließend auch in der Band Stephen Malkmus and the Jicks spielten. Es folgten zwei weitere Alben, die jeweils überwiegend positive Kritiken in Medien wie Pitchfork erhielten. Beide Alben schafften es in die Billboard Charts, wobei die Pig Lib auf Platz 97 der die Top-100 gelangte. Am 7. März 2008 erschien Malkmus’ Album Real Emotional Trash, auf dem statt John Moen die Schlagzeugerin Janet Weiss (Sleater-Kinney) zu hören ist.
Malkmus heiratete 2006 die Künstlerin Jessica Jackson Hutchins, hat zwei Töchter und lebt in Portland (Oregon). Er begeistert sich für Sport und spielt in seiner Freizeit Golf und Tennis.
Mit seiner Familie wohnte er von 2010 bis 2014 in Berlin. Während dieser Zeit führte er 2012 das Album Ege Bamyasi der deutschen Band Can zusammen mit Sebastian Blume (Synthesizer), Felix Hedderich (Bass), Jan Philipp Janzen (Schlagzeug) und Phillip Tielsch (Gitarre) von der Band Von Spar in Köln auf.
2016 steuerte er Titelmelodie und Musik zu Will Arnetts Netflix-Serie Flaked bei.
Im März 2019 veröffentlichte Malkmus nach langjähriger Arbeit mit Groove Denied sein erstes Soloalbum ohne Begleitmusiker. Auf dem Album widmet er sich experimenteller Electronica. Im Jahr darauf folgte bereits Traditional Techniques, welches wiederum stärker vom psychedelischen Folk beeinflusst ist und mit Gastmusikern wie den Gitarristen Chris Funk (The Decemberists) und Matt Sweeney (Zwan) oder dem Keyboarder Spooner Oldham entstand.
Von Juni 2022 bis Oktober 2024 war Malkmus wieder mit Pavement auf Tour. Auf den Internationalen Filmfestspielen von Venedig 2024 feierte der Film Pavements Premiere, der die Geschichte der Band thematisiert, aber fiktionale Elemente enthält. Malkmus schrieb auch am Drehbuch mit. Der Soundtrack wird den ersten neuen Pavement-Song seit 1999 enthalten. Pavements hat noch kein Veröffentlichungsdatum.
2023 gründete er mit Matt Sweeney (Gitarre und Gesang), Emmett Kelly (Bass und Gesang) und Jim White (Schlagzeug) die Supergroup The Hard Quartet. Die Debütsingle Earth Hater wurde im Juli 2024 veröffentlicht. Im Oktober 2024 erschien das Album The Hard Quartet.

## Equipment
Während seiner Zeit bei Pavement verwendete Malkmus vorwiegend eine Fender Stratocaster. Des Weiteren spielte er eine Fender Jazzmaster, eine Gibson Les Paul, eine Gibson SG und eine bauähnliche Guild S-100. Er spielte zudem eine Danelectro Silvertone.
An Verstärkern setzt er vor allem einen 1970s Marshall 4x12 Cabinet und einen Orange Amplifiers Retro 50 50-Watt Vintage Tube Guitar Amp Head ein. Des Weiteren benutzt er live diverse Verstärker der Marken Fender und Marshall sowie zahlreiche Effektpedale.

## Diskografie
Soloalben
- 2019: Groove Denied
- 2020: Traditional Techniques

Pavement
- 1992: Slanted and Enchanted
- 1994: Crooked Rain, Crooked Rain
- 1995: Wowee Zowee
- 1997: Brighten the Corners
- 1999: Terror Twilight

The Silver Jews
- 1994: Starlite Walker
- 1998: American Water (2 Songs von David Berman und Stephen Malkmus: Federal Dust und Blue Arrangements)
- 2005: Tanglewood Numbers (Song The Farmer’s Hotel, Zusammenarbeit von David Berman, Stephen Malkmus, Gate Pratt und Jeff Grosfeld)

Stephen Malkmus and the Jicks
- 2001: Stephen Malkmus
- 2003: Pig Lib
- 2005: Face the Truth
- 2008: Real Emotional Trash
- 2011: Mirror Traffic
- 2014: Wig Out at Jagbags
- 2018: Sparkle Hard

The Hard Quartet
- 2024: The Hard Quartet

The Crust Brothers
- 1998: Marquee Mark

Stephen Malkmus and Friends
- 2013: Can’s Ege Bamyasi (Live-Cover des gleichnamigen Albums der Band Can auf dem Kölner Week-End Fest vom November/Dezember 2012 zusammen mit Sebastian Blume (Synthesizer), Felix Hedderich (Bass), Jan Philipp Janzen (Schlagzeug) und Phillip Tielsch (Gitarre) von der Band Von Spar)

Soundtracks
- 1996: SubUrbia – Sixpacks, Sex + Supermarkets (Regie: Richard Linklater) – Beitrag von Stephen Malkmus & Elastica: Unheard Music (Cover des gleichnamigen Songs der Band X)
- 1997: Sweethearts (Regie: Aleks Horvath) – Beitrag von Stephen Malkmus: Agony of the Stars
- 2007: I’m Not There (Regie: Todd Haynes) – Stephen Malkmus & The Million Dollar Bashers - Ballad Of A Thin Man, Maggies Farm; Stephen Malkmus & Lee Ranaldo - Can’t Leave Her Behind
- 2016: Flaked (Netflix-Serie) – Titelmelodie und Musik von Malkmus
- 2024: Pavements (Dokumentar-/Spielfilm) – Originalsongs von Malkmus

Beiträge
- 2001: All Tomorrow’s Parties 1.1 – A Compilation of Artists from the Sonic Youth Edition of the ATP festival (Kompilation, Beitrag Good Kids Egg)
- 2002: Under the Influence – 21 Years of Flying Nun Records (Label-Tributalbum; Beitrag Death & the Maiden, Cover des gleichnamigen Songs der Band Verlaines)
- 2015: Early Risers (Album von Soldiers of Fortune, Gastbeitrag auf Campus Swagger)
- 2022: World Wide Pop (Album von Superorganism, Gastbeitrag auf Into the Sun und It’s Raining)

## Filmografie
- 1997: Sweethearts (Cameo)
- 2002: Slow Century (Dokumentation)
- 2019: First Cow (Cameo)
- 2024: Pavements (Drehbuch und Musik)